# کونیتومی، میازاکی
کونیتومی، میازاکی (به لاتین: Kunitomi, Miyazaki) یک منطقهٔ مسکونی در ژاپن است که در استان میازاکی واقع شده‌است. کونیتومی  ۲۲٬۰۵۸ نفر جمعیت دارد.